# Donna Ngo Batang
Donna Thérèse Ngo Batang, née le 22 septembre 1976, est une judokate camerounaise.

## Carrière
Donna Ngo Batang est médaillée d'argent dans la catégorie des moins de 72 kg aux Championnats d'Afrique de judo 1997 se déroulant à Casablanca.
Aux Championnats du monde de judo 1997 à Paris, elle est éliminée en seizièmes de finale dans la catégorie des moins de 72 kg par la Cubaine Diadenis Luna
Elle est en 2021 entraîneuse nationale de l'équipe féminine camerounaise de judo.